# Эйнсворт, Уильям Гаррисон
Уильям Гаррисон Эйнсворт (англ. William Harrison Ainsworth), в старых источниках Айнсворт — английский романист.

## Биография и творчество
Уильям Гаррисон Эйнсворт родился 4 февраля 1805 года в городе Манчестере. Сын адвоката, готовился быть юристом, но уже с 19 лет посвятил себя исключительно литературе.
Первый его роман, «Sir John Chiverton», появился в 1826 году. Совершив путешествие в Швейцарию и Италию, он издал по возвращении на родину роман «Rookwood» (1834), имевший большой успех, и «Crichton» (1837), свидетельствующие о чрезвычайно богатой его фантазии. «Jack Scheppard» (1839), роман из жизни лондонских воров, подал, быть может, Эжену Сю первую мысль к его «Парижским тайнам».
В большинстве романов Эйнсворта сюжеты берутся из английской истории, в некоторых из истории Франции, причем он передаёт голые исторические факты в бесцветных диалогах, обставляя их комической интригой и разными эпизодами с духами и привидениями. Наиболее известны из этих романов: «Guy Fawkes» (1840), «The Tower of London» (1840), «The Lancashire witches» (1848), «The Constable of Bourbon» (1866) и др. и «Old Court» (1867), «Myddleton Pomfret» (1868) и «Hilary S-t Joes» (1870), взятые из современной английской жизни. В 1855 году появилось собрание его стихотворений «Ballads, romantic, phantastic and humorous». Большинство романов Эйнсворта появилось в принадлежащих ему журналах: «Ainsworth’s Magazine», «Sunday Times», «New Monthly Magazine» и «Bentley’s Miscellany»; они пользовались большим успехом в Америке и были переведены на другие европейские языки, в том числе и русский.
Уильям Гаррисон Эйнсворт скончался 3 января 1882 года в Рейгате.
Племянник Эйнсворта, Уильям Френсис Эйнсворт (1807—1896), стал известен как врач, геолог и путешественник.

## Эйнсворт в русских переводах
- Окорок единодушия (The Flitch of Bacon, 1854). Донмовский обычай. // Отечественные записки, 1855, № 5-6.
- Старый дом (Old Court, 1867). Роман в 6 кн., с прологом. Кн. 12. — СПб.: Н. С. Львов, 1867. — 406 с.
- Коннетабль Бурбонский (Constable of Bourbon, 1866). — СПб.: Н. С. Львов, 1870. — 450 с.
- Заговор королевы (Crichton, 1837) / Анонимный пер. с англ. В 2 тт. — СПб.: Тип. В. С. Балашева, 1879.
- Ауриэль: в поисках эликсира жизни (Auriol; or, The Elixir of Life, 1844) / Анонимный пер. с англ. — СПб.: Тип. В. С. Балашева, 1879.
- Борьба за королевский венец (Beatrice Tyldesley, 1878). — М.: В. Ф. Рихтер, 1883. — 200 с. — (Библиотека исторических и уголовных романов. Кн. 2.)
- Уат Тайлер (Wat Tyler, 1874) / Пер. с англ. К. П. Русановой. Под ред. и с примеч. А. Трачевского. — СПб.: А. Ильин, 1902. — 368 с.
- Джон Ло (John Law, the projector, 1867) / Пер. с англ. П. И. Люблинского. Под ред., с введ. и примеч. А. Трачевского. — СПб.: А. Ильин, 1903. — XC, 413 с.
- Борьба за трон (Beatrice Tyldesley, 1878) / Пер. с англ. А. Белова. — СПб.: Тип. А. С. Суворина, 1910. — 200 с.